# South Molle Island
South Molle Island ist eine Insel in der Great Barrier Reef World Heritage Area. Die Insel liegt im Molle-Islands-Nationalpark und gehört zu einer Untergruppe der Pfingstsonntagsinseln (Whitsunday Islands), den acht Inseln umfassenden Molle Islands. Diese werden offiziell zu den Cumberland Islands gezählt. South Molle Island ist die größte Insel der Inselgruppe Molle Islands.

## Beschreibung
South Molle Island gehört zu den 17 Inseln der 74 umfassenden Inselgruppe der Whitsunday Islands, die bewohnt ist und auch ein Hotel Resort besitzt. Sie liegt unmittelbar vor der australischen Küste und kann von dem nahegelegenen Shute Harbour mit Schiffen oder mit auf Wasser landenden Flugzeugen erreicht werden. Der nächstgelegene Ort ist Airlie Beach.
South Molle Island wurde in einer Eiszeit als Insel ausgebildet als das Polareis schmolz. Benannt ist sie nach dem Oberst George James Molle, der in der britischen Kolonialzeit Lieutenant Governor in New South Wales war. Vor der europäischen Besiedlung lebten in diesem Inselgebiet die Ngaro 9000 Jahre lang, ein Stamm der Aborigines, die nomadisch auf den Inseln lebten und dort fischten und jagten. Nach Konflikten mit den europäischen Kolonialisten ging dieser Stamm unter. Auf South Molle Island stellten sie ihre Steinwerkzeuge her.
Vor der Insel in Richtung Whitsunday Island befinden sich die kleinen unbewohnten Inseln Goat Island (Ziegeninsel), Denman Island und Planton Island. In unmittelbarer Nähe befindet sich zwei weitere Touristeninseln, Daydream Island und Long Island. Von der Bauer Bay sind die kleine unbewohnte Mid Molle Island und die größere North Molle Island zu sehen. Vor der Bauer Bay können Flugzeuge wassern.

## Touristische Informationen
Auf South Molle Island gibt es mehrere Buchten und Strände: Oyster Bay, Turtel Bay, Pine Bay, Woddy Bay, Sandy Bay und Bauer Bay. Auf der Insel kann zu dem in der Mitte der Insel befindlichen Süßwassersee und den Hügel Spion Kop, The Horn, Mount Jeffreys und Lamond Hill gewandert werden. Bei Ebbe ist von South Molle Island Goat Island zu Fuß erreichbar. Das South Molle Island Resort auf der Insel hat 200 Zimmer und einen Golfplatz mit neun Löchern., ist aber nach vier heftigen Zyklonen seit 2005 vorübergehend außer Betrieb.